# Stasys Girėnas
Stasys Girėnas, noto negli Stati Uniti come Stanley T. Girenas, nato Stasys Girskis (Vytogala, 4 ottobre 1893 – Kuhdamm, 17 luglio 1933), è stato un aviatore statunitense di origine lituana.

## Biografia
Girėnas nacque a Vytogala, nel quartiere Raseiniai in Lituania, allora parte dell'Impero russo. Nel 1910, quando aveva 17 anni, emigrò negli Stati Uniti e si stabilì a Chicago. Da giovane lavorò in una tipografia. Nel 1917, con l'entrata degli Stati Uniti nella prima guerra mondiale, si arruolò nell'esercito degli Stati Uniti, dove fu addestrato come meccanico. Nel 1919, dopo essere stato congedato con onore, lavorò come tassista e allo stesso tempo imparò a volare. Acquisì un aereo nel 1925. Nonostante rimase ferito in un incidente aereo, continuò a volare e lavorò nel settore dell'aviazione civile. Nel 1931 vinse il primo premio al Chicago Air Festival per il miglior atterraggio di un aereo con il motore spento.
Il 15 luglio 1933, insieme a Steponas Darius, tentò un volo non-stop da New York a Kaunas, Lituania - per un totale di 7186 km pilotando un velivolo Bellanca CH-300 Pacemaker chiamato Lituanica. Dopo aver attraversato l'Oceano Atlantico in 37 ore e 11 minuti, il loro aereo si schiantò il 17 luglio, 00:36 (ora di Berlino) vicino al villaggio di Kuhdamm, nei pressi di Soldin, Germania (ora Pszczelnik, Distretto di Myślibórz, Polonia). Entrambi gli aviatori rimasero uccisi nello schianto. Avevano coperto una distanza di 6.411 chilometri senza atterrare, a soli 650 km dalla loro destinazione finale.